# Nine Princes in Amber (Computerspiel)
Nine Princes in Amber ist ein Computerspiel der US-amerikanischen Firma Telarium aus dem Jahr 1985. Es gehört zum Genre der Textadventures und basiert auf zwei Romanen aus dem Romanzyklus Die Chroniken von Amber des Schriftstellers Roger Zelazny.

## Handlung
Die Handlung spielt in einer fiktiven Fantasy-Welt. Der Spieler, Prinz Corwin, ist der avisierte Nachfolger des Königs Oberon von Amber, doch seine acht Brüder, vor allem sein Bruder Eric, sind ebenfalls an der Herrschaft über Amber interessiert. Prinz Corwin muss Mordversuchen entgehen, Intrigen aufdecken und Bündnisse mit einigen seiner Geschwister schließen, um König von Amber zu werden.

## Spielprinzip und Technik
Das Einzelspieler-Adventure wird über Tastaturbefehle gesteuert. In einen Text-Parser werden englische Worte sowie einfache und komplexere Sätze eingegeben. Zentral für das Fortkommen im Spiel ist die Interaktion mit den NPCs; ein in anderen Adventures übliches Inventar ist nicht vorhanden. Es gibt 40 verschiedene Lösungsmöglichkeiten, um das Spiel zu beenden.

## Entwicklungs- und Produktionsdetails
Das Adventure hat eine zweidimensionale Grafik, eine Titelmelodie und Soundeffekte. Umgesetzt wurde es für den C 64, DOS, Atari ST, MSX2 und Apple II. Die MSX2-Version ist eine Übersetzung ins Spanische („Nueve Principes en Amber“) und mit neuen Illustrationen ausgestattet.
Grundlage des Spiels sind die Romane Nine Princes in Amber (Verlag Doubleday, 1970) und The Guns of Avalon (Verlag Doubleday, 1972) von Roger Zelazny.

## Rezeption
Das Magazin Zzap!64 lobte die Grafik des Spiels, befand es aber ob des Fokus auf der Interaktion mit NPCs als gewöhnungsbedürftig und die Nachladezeiten als unzumutbar. Insgesamt wertete das Magazin Nine Princes in Amber als willkommene Abwechslung für alle, die von Adventures genug hätten, die inhaltlich auf Schatzsuchen oder Drachentöten beständen. Eine Spielerezension der Computerzeitschrift Happy Computer würdigte die intelligenten Texte, die spannende Handlung und den beeindruckenden Parser-Wortschatz des "Edel-Adventures".
In einer Untersuchung zur Computerspielgeschichte und -theorie aus dem Jahr 2006 wurde differenziert. Einerseits handele es sich insgesamt um ein gutes Spiel, andererseits sei das Ziel der Spielentwickler – die Ermöglichung komplexer Interaktionen des Spielers mit NPCs – aber ambitionierter als die tatsächliche Umsetzung gewesen ("What they ended up with is not a bad game – in fact, it is one of Telarium’s best, and working out the conversational ´puzzles´ can actually be oddly satisfying at times – but they seemed to be aiming so much higher.").